# Вилктаки
Вилктаки — в литовской мифологии волки-оборотни (ликантропы), схожие со славянскими волколаками и немецкими вервольфами.
Известны под двумя группами названий. Первая распространена в северо-западной Литве — Жемайтии и западной Аукштайтии, и состоит из элементов vilk — «волк» и tak/tek — «бегущий», то есть «бегущий волком (в обличье волка)»: vilktakis/-уs, vilktakas, vilkotakis, vilkatas, viltakas. Вторая группа распространена в восточной Литве и соответствует славянскому «волколак», то есть «с волчьей шерстью»: vilkolakis, vilkolakas, vilkalakis, vilkalokas, vilkalotas, vilkalatas.
Вилктаками либо рождаются, либо становятся — после того, как колдун наведёт порчу, также вилктаком можно стать добровольно, перекувырнувшись через ивовый пень. Зачарованный колдуном мог вернуть человеческий облик, если простоит неподвижно на коленях сто лет.
Вилктак внешне выглядит как волк, но зубы у него человеческие, а на груди белое пятно (след от шейного платка). Рана, нанесённая вилктаку в волчьем облике, остаётся и когда он превращается в человека. После убийства вилктака обнаруживают, что это был человек в волчьей шкуре (иногда с янтарём, чётками, обручальным кольцом).
Для людей более опасны те оборотни, которые стали вилктаками по своей воле: они редко отказывают себе в удовольствии полакомиться человечиной. Некоторые из вилктаков становятся оборотнями лишь на время, утрачивая при этом дар речи, сохраняя при этом человеческий разум.